# Bohumil Janča
Bohumil Janča (8. července 1936 Vyškov – 16. ledna 2020) byl český a československý politik Občanského fóra a Občanského hnutí, poslanec Sněmovny lidu Federálního shromáždění.

## Biografie
Kvůli nesouhlasu s okupací vojsky Varšavské smlouvy v roce 1968 byl propuštěn z postu ředitele školy v Purkyňově ulici ve Vyškově. Musel odejít učit do města Bučovice a učil pak na zvláštní škole. V roce 1989 patřil mezi zakladatele Občanského fóra mezi učiteli. V roce 1990 se uvádí jako učitel zvláštní školy, bytem Vyškov.
V lednu 1990 zasedl v rámci procesu kooptací do Federálního shromáždění po sametové revoluci do Sněmovny lidu (volební obvod č. 104 – Vyškov-Prostějov, Jihomoravský kraj) jako bezpartijní poslanec (respektive poslanec za Občanské fórum). Mandát obhájil ve volbách roku 1990, jako poslanec za Občanské fórum. Po rozpadu OF se uvádí jako člen poslaneckého klubu Občanského hnutí. Ve Federálním shromáždění setrval do konce funkčního období, tedy do voleb roku 1992.
V roce 1995 se zmiňoval coby ředitel školského úřadu. V komunálních volbách roku 1998 kandidoval do zastupitelstva města Vyškov jako nezávislý kandidát. Profesně byl tehdy uváděn coby sportovní redaktor. Nebyl ovšem zvolen.